# Eberhard Trumler
Eberhard Trumler (* 22. Oktober 1923 in Wien; † 4. März 1991 in Wolfswinkel/Birken-Honigsessen) war ein österreichischer Verhaltensforscher. Er gilt als der Nestor der Kynologie (Hundekunde) im deutschsprachigen Raum.

## Leben
1969 gründete er gemeinsam unter anderem mit Konrad Lorenz und Irenäus Eibl-Eibesfeldt die Gesellschaft für Haustierforschung (GfH) e. V. 1979 rief er ein weiteres Projekt ins Leben: die Haustierbiologische Station Wolfswinkel im nördlichen Westerwald.
Trumlers wissenschaftliches Interesse galt vor allem dem Sozialverhalten von Hunden. Der Schwerpunkt seiner Arbeit lag auf der Beobachtung von Wildhunden und deren Kreuzungen im Rudelverband. Er ging davon aus, dass die wilden Vorfahren unserer Haushunde noch ein ursprüngliches Instinktverhalten aufwiesen, das die domestizierten Haushunde so nicht mehr zeigen. Die Beobachtung dieses ursprünglichen Sozialverhaltens sah er als Basis an, um das Verhalten von Haushunden zu verstehen.
Einer breiten Öffentlichkeit bekannt wurde Trumler vor allem durch seine auch für Laien gut verständlichen und oft humorvollen Bücher.

## Werke
- Trumlers Pferdeleben. München 1964.
- Wohnen mit Tieren. München 1968.
- Mit dem Hund auf du. München 1971.
- Hunde ernst genommen. München, Zürich 1974.
- Meine Tiere, deine Tiere. München, Zürich 1976.
- Trumlers Ratgeber für den Hundefreund. München/Zürich 1977.
- Pferdeleben. Osnabrück 1980.
- Hunde kennen und lieben. Balve 1980.
- Meine wilden Freunde. München 1981.
- Ein Hund wird geboren. München 1982.
- Das Jahr des Hundes. Mürlenbach 1984.
- Trumlers Pferdefibel. Mürlenbach 1985.
- Der schwierige Hund. Mürlenbach 1986.
- Mensch und Hund. Mürlenbach 1988.